# Перис (Мен)
Перис (англ. Paris) — місто (англ. town) в США, в окрузі Оксфорд штату Мен. Населення — 5179 осіб (2020).

## Демографія
Згідно з переписом 2010 року, у місті мешкали 5183 особи в 2187 домогосподарствах у складі 1332 родин. Було 2419 помешкань
Расовий склад населення:
| - 95,9 % — білих - 0,8 % — азіатів - 0,5 % — корінних американців - 0,5 % — чорних або афроамериканців |

До двох чи більше рас належало 2,0 %. Частка іспаномовних становила 1,3 % від усіх жителів.
За віковим діапазоном населення розподілялося таким чином: 20,8 % — особи молодші 18 років, 59,3 % — особи у віці 18—64 років, 19,9 % — особи у віці 65 років та старші. Медіана віку мешканця становила 44,3 року. На 100 осіб жіночої статі у місті припадало 94,4 чоловіків;  на 100 жінок у віці від 18 років та старших — 91,3 чоловіків також старших 18 років.
Середній дохід на одне домашнє господарство  становив 55 872 долари США (медіана — 42 857), а середній дохід на одну сім'ю — 61 713 долари (медіана — 51 667). Медіана доходів становила 42 841 долар для чоловіків та 31 607 доларів для жінок. За межею бідності перебувало 18,1 % осіб, у тому числі 20,6 % дітей у віці до 18 років та 11,9 % осіб у віці 65 років та старших.
Цивільне працевлаштоване населення становило 1819 осіб. Основні галузі зайнятості: освіта, охорона здоров'я та соціальна допомога — 34,5 %, роздрібна торгівля — 13,4 %, виробництво — 11,2 %, мистецтво, розваги та відпочинок — 9,2 %.